# Pseudoncholaimus curticaudatus
Pseudoncholaimus curticaudatus is een rondwormensoort uit de familie van de Oncholaimidae.